# Albert Fuchs
Albert Fuchs (Basilea, Suïssa, 1858 - Dresden, Alemanya, 1910) fou un compositor suís.
Fou alumne del Conservatori de Leipzig, ocupant després, durant el curs de la seva carrera artística importants càrrecs docents, en els quals va tenir alumnes destacats com Franz Moser, també fou professor del Conservatori de Dresden i director de l'escola de cant <Robert Schumann>. Durant alguns anys fou crític musical del diari Dresdener Zeitung, i com a compositor arribà una sòlida reputació.
Orientat vers les escoles modernes, la seva obra comprèn diverses col·leccions de lieder, duets, peces per a piano, sonates per a violí i violoncel, un quartet de corda, un concert de violí (Op. 23), cors per a veus d'home i mixtes, 48 cors per a veus de dona, motets, un llibre de corals, una Suite hongaresa per a gran orquestra i dues cantates, amb solos i cors. Deixà inèdita l'òpera Nirvana.